# 戰律
《戰律》是一款由呵呵魚工作室開發並發行的回合制战略游戏，其Microsoft Windows、任天堂Switch和Xbox One在2019年2月1日發行，而PlayStation 4版則在同年7月23日公開發售。

## 遊戲玩法
《戰律》是一款玩家可以在其中探索地圖和與敵人戰鬥，帶有任天堂戰爭系列風格的回合制战略游戏。玩家可以在15個指揮官中選擇其中一個作為自己的角色，而每個指揮官都要各自要打的戰役、故事和性格。
遊戲支援單人或線上多人連機，後者包括玩家對戰和合作遊玩。《戰律》中有一個可讓玩家創建自己專屬地圖的「戰役編輯工具」，還有一個名為「遊戲地圖編輯工具」的任務整合系統。

## 開發與發行
《戰律》的開發靈感來自某些通俗易懂的掌上戰略遊戲，包括2001年的《高级战争》。開發商呵呵魚工作室認為現今世代的遊戲設備上並沒有一款代表如此類型的作品，因此他們視《戰律》為《高級戰爭》的精神續作。為了讓《高級戰爭》和回合制策略遊戲粉絲得到最最完整的體驗，呵呵魚在遊戲中加入了高分辨率像素畫元素。
《戰律》正在開發的消息在2017年2月正式公開，並原先打算在2018年初發行，但後來推遲到2019年2月1日發布，而PlayStation 4版本則在2019年7月23日發布。2019年2月4日，即遊戲發行三天後，呵呵魚工作室宣佈已賺回所有開發成本。

## 反應
《戰律》在發行後收獲大致正面的評價，在Metacritic上，其NS根據42條評論得出84/100分，PC版則為20條評論的82/100，兩者皆屬「普遍好評」級別。
IGN的湯姆·馬克斯（Tom Marks）給予《戰律》8.5/10分，讚揚其有著有趣的難題和優秀的關卡編輯器，使得所有《高級戰爭》的粉絲們等到他們引頸期盼的後繼作品。GameSpot的克里斯·佩雷拉（Chris Pereira）為《戰律》打出8/10分，稱讚其卓越的關卡設計提供了許多決策給玩家，卻不至於讓人感到不知所措，還能在保持經典外觀和兼備現代視覺效果的情況下取得平衡，但他同時也指出遊戲有著無法輕易看到敵方團隊攻擊範圍等問題。Destructoid的帕特里克·漢科克（Patrick Hancock）則評出9/10分，稱《戰律》為「卓越」的代名詞，雖存在某些瑕疵，但大可以忽視不計。

### 獎項
| 年份 | 獎項                 | 類別                   | 結果 | 來源   |
| ---- | -------------------- | ---------------------- | ---- | ------ |
| 2018 | 游戏评论家奖         | 最佳策略遊戲           | 提名 | [ 18 ] |
| 2019 | 獨立遊戲開發者協會獎 | 最佳策略遊戲           | 獲獎 | [ 19 ] |
| 2019 | 獨立遊戲開發者協會獎 | 最佳小型工作室開發遊戲 | 提名 | [ 19 ] |
| 2019 | 鈦獎                 | 最佳獨立遊戲           | 提名 | [ 20 ] |
| 2019 | 遊戲大獎             | 最佳策略遊戲           | 提名 | [ 21 ] |

## 外部連結
- 官方网站